# Friedrich Gonne

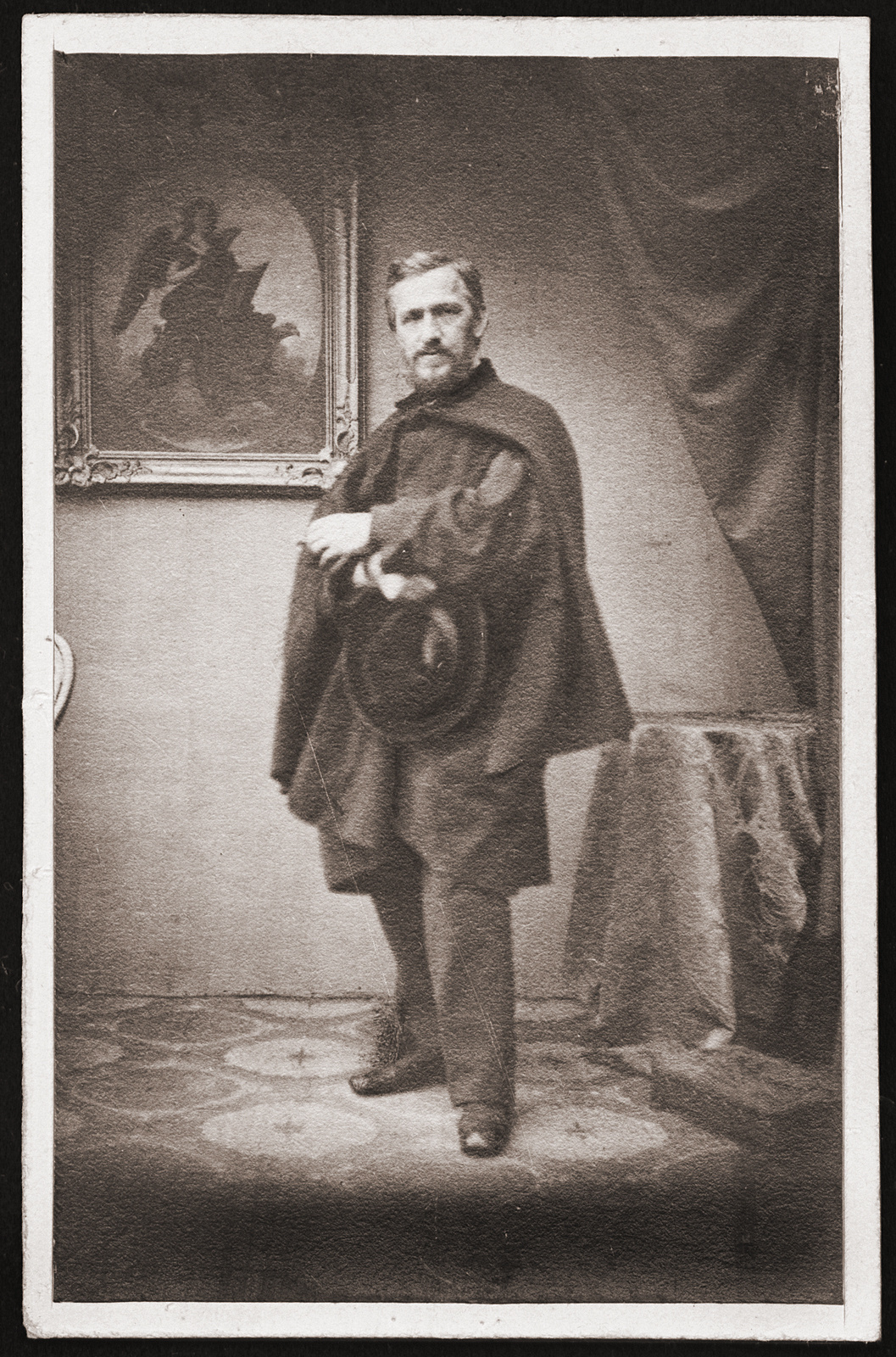
Friedrich Gonne (carte de visite) Foto Alexander Oppenheim, um 1865. Albuminpapier auf Karton

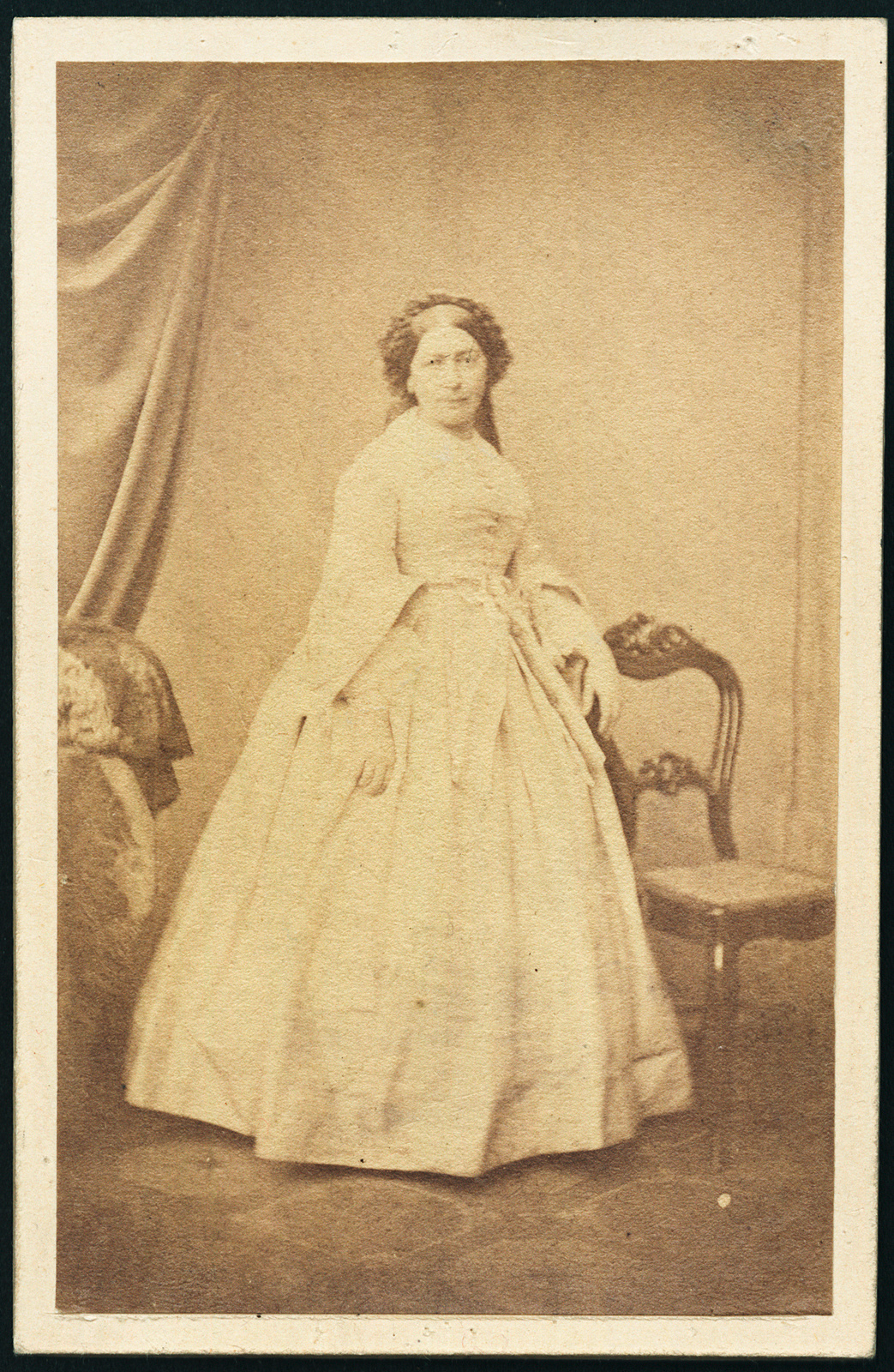
Philippine Gonne geb. Kaskel, Ehefrau des Malers Friedrich Gonne (carte de visite) Foto Alexander Oppenheim. Albuminpapier auf Karton

Christian Friedrich Gonne (* 30. Mai 1813 in Dresden; † 30. März 1906 ebenda) war ein deutscher Genremaler historischer Motive und Porträts und Schriftsteller.

## Leben

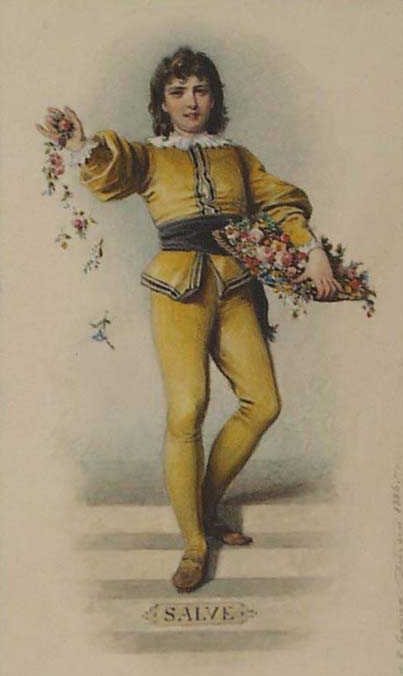
Aquarell-Zeichnung Salve von Friedrich Gonne 1888

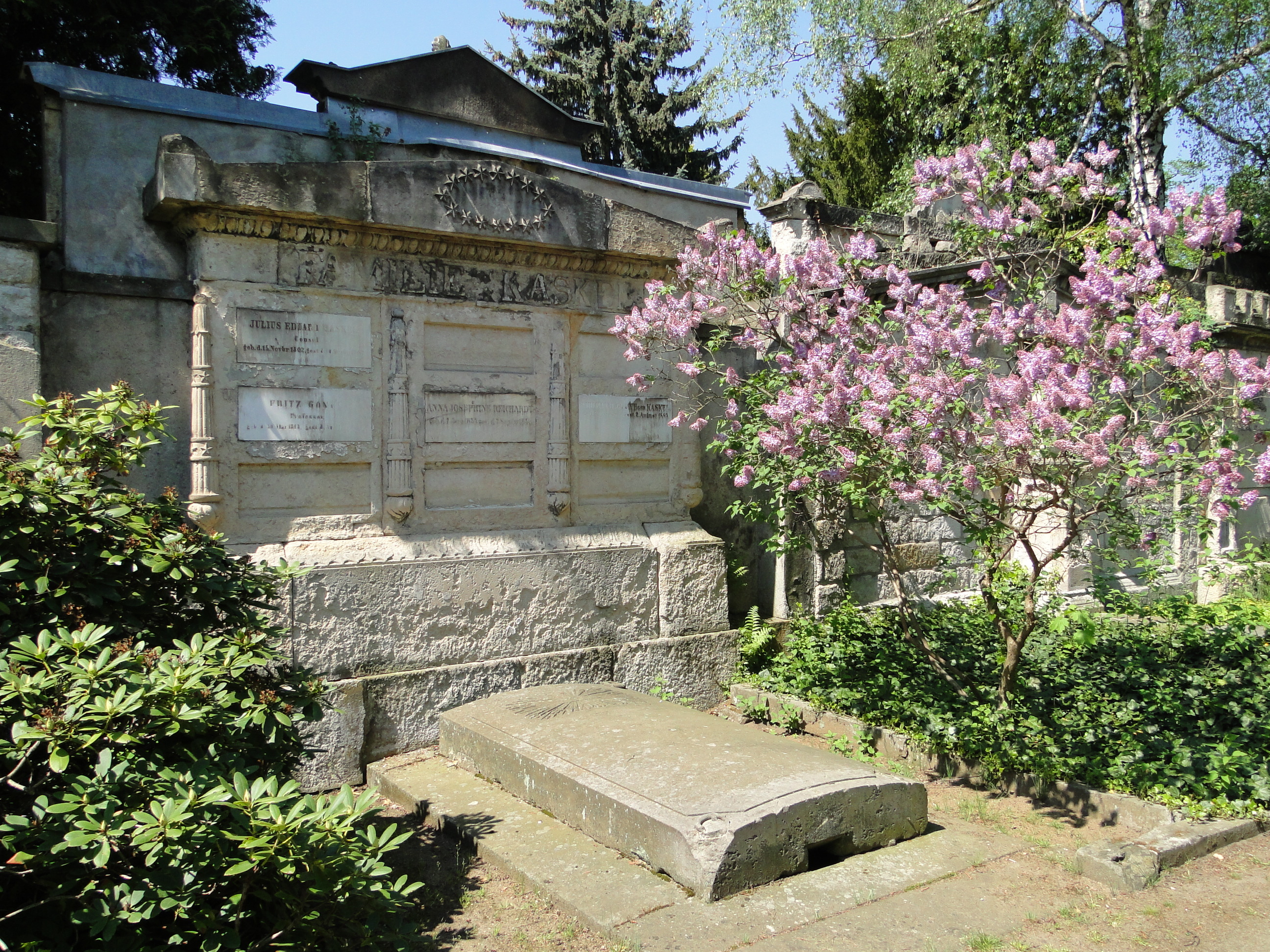
Gonnes Grab auf dem Trinitatisfriedhof in Dresden

Friedrich Gonne, von seinen Freunden auch genannt Fritz, begann zunächst, als Sohn eines Arztes, ein Studium der Medizin. Im Jahr 1834 wechselte er als 21-Jähriger auf die Kunstakademie Dresden und erhielt nach zweijährigem Studium die erste Prämie. Anschließend ging er als Lehrer nach Posen. Danach begab er sich auf Studienreisen nach Antwerpen, Berlin und München, wo er durch ein Genrebild Kartenspieler in einer Gebirgsschenke Beifall gewann, und dann nach Rom.
Es folgten Der Altertümler, Des Räubers Reue, Der Bänkelsänger, Die Konvenienzheirat und Der Judaskuß, von Paul Dröhmer in Berlin gestochen.
Ende der 1840er-Jahre nach Dresden zurückgekehrt, erhielt er vom Sächsischen Kunstverein den Auftrag, ein großes Altarbild für die Stadt Schellenberg (heute Augustusburg in Sachsen) zu malen, Die Jünger in Emmaus. Darauf folgte ein weiterer Auftrag zu einem Altarbild für die Kirche zu Lauterbach in Sachsen. Das von ihm geschaffene Altarbild für die Falkensteiner Heilig-Kreuz-Kirche wurde 1978 bei der Selbstverbrennung des Pfarrers Rolf Günther zerstört. 1848 übernahm er im Auftrag von Martin Wilhelm Oppenheim, als nächster Freund der Familie Grahl, die Wandmalereien im Palais Oppenheim.
Von 1857 bis 1890 war Gonne Professor an der Dresdner Akademie der Künste. Unter seinen Porträts hat das im Rathaussaal zu Leipzig aufgestellte Bildnis des Königs Johann von Sachsen (1801–1873) allgemeine Anerkennung gefunden. Im Jahr 1869 wurde sein Altargemälde „Christus in Gethsemane“ der Christuskirche in Freital-Deuben gestiftet.
Von 1875 bis 1877 die fertigte Gonne die Deckenmalerei im oberen Vestibül der Südseite der Semperoper das Mittelbild „Die Poetische Gerechtigkeit mit Helden aus Drama und Oper“.
Verheiratet war Gonne mit Philippine Kaskel (* 5. März 1813; † 2. August 1889), Tochter des sächsischen Hofbankiers Michael Kaskel (1775–1845) und der Sara Schlesinger (1774–1858), Schwester des Carl von Kaskel, welcher Inhaber des Bankhaus Kaskel war, der späteren Dresdner Bank.
Gonne verstarb 1906 in Dresden und wurde auf dem Trinitatisfriedhof im Familiengrab Kaskel beigesetzt.